# 西嶺町
西嶺町（日语：／ Nishi-minemachi */?）是東京都大田區的町，不設「丁目」。人口有3,099人（2013年8月1日）。郵遞區號為145-0075。

## 地理
位於東京都大田區西北部。北至橫須賀線（品鶴線），接田園調布本町。西北鄰田園調布南。東至環八通（東京都道311號環狀八號線），接東嶺町。南部與西南部鄰鵜之木。
町內多為住宅地。

## 歷史
「嶺」意為多摩川北部段丘（國分寺崖線）上的高地。

### 地名由來
町名意為嶺地區西部。

## 設施
- 大田區立西嶺高砂公園
- 觀藏院

## 交通
町內沒有鐵路車站，東北方有東急池上線御嶽山站，東南方有久原站，西方有東急多摩川線沼部站，西南方有鵜之木站。

## 備註
1. ↑  .   [2013-08-20]. （原始内容存档于2014-02-18）.